# Shaocunzhuang
Shaocunzhuang (kinesiska: 韶存庄街道, 韶存庄) är en socken i Kina. Den ligger i provinsen Shandong, i den östra delen av landet, omkring 310 kilometer öster om provinshuvudstaden Jinan. Shaocunzhuang ligger vid sjön Chanzhi Shuiku.
Genomsnittlig årsnederbörd är 784 millimeter. Den regnigaste månaden är juli, med i genomsnitt 259 mm nederbörd, och den torraste är januari, med 12 mm nederbörd.